# ادی کریمر
ادی کریمر (انگلیسی: Eddie Kramer؛ زادهٔ ۱۹ آوریل ۱۹۴۲) یک موسیقی‌دان اهل ایالات متحده آمریکا است. وی از سال ۱۹۶۲ میلادی تاکنون مشغول فعالیت بوده‌است.